# Puente sobre el río Picheuta
32°40′52.6″S 69°31′35.6″O / -32.681278, -69.526556

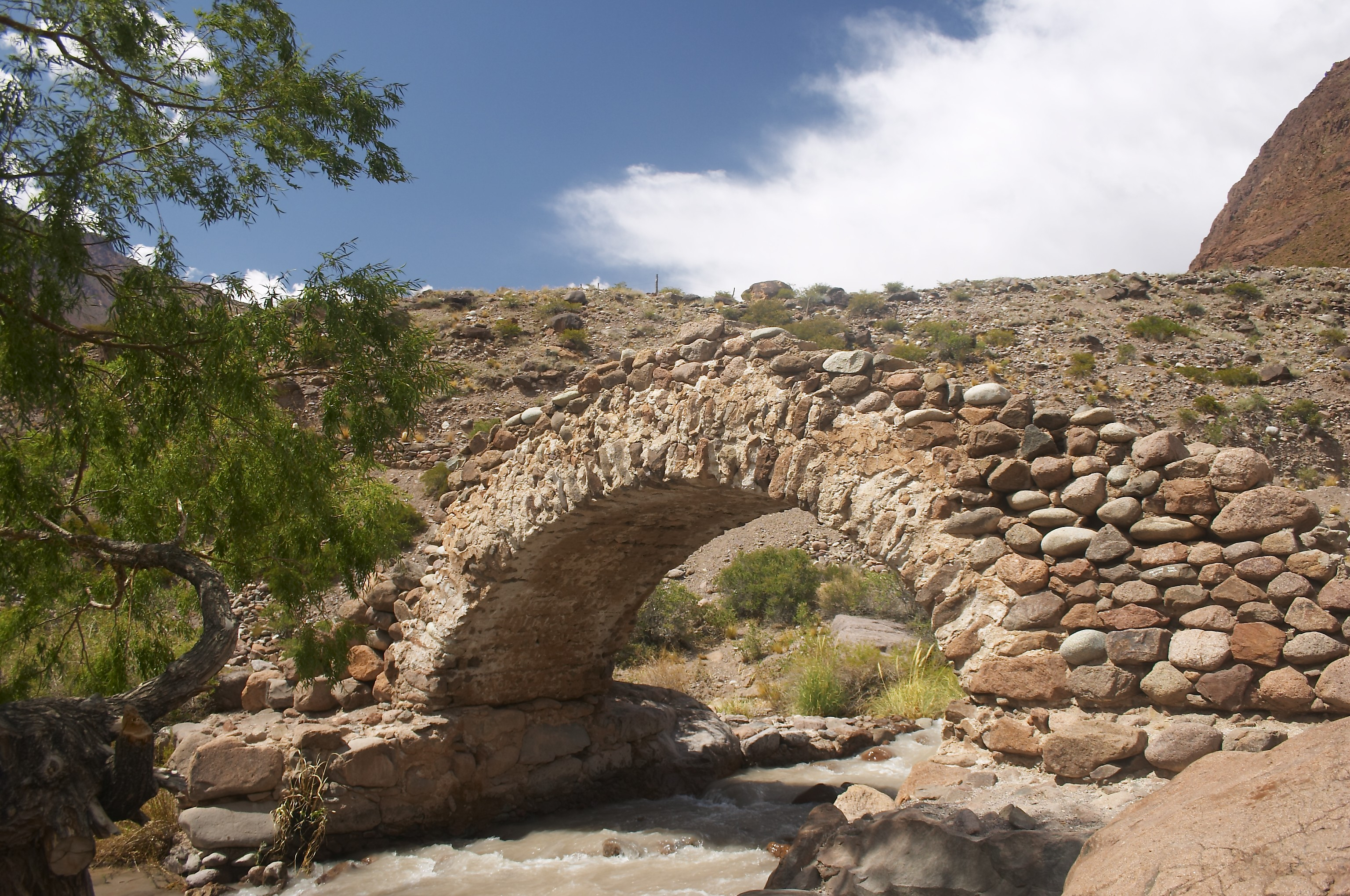
Puente sobre Río Picheuta

El Puente sobre el Río Picheuta, es una construcción en piedra y argamasa de la época colonial, encargado por Ambrosio O'Higgins (por entonces máxima autoridad de la Capitanía General de Chile) como ruta hacia el Virreinato del Río de La Plata.
Adquirió relevancia histórica en febrero de 1817, cuando fue utilizado por el general San Martín como una de las rutas para atravesar la cordillera de los Andes. 
Actualmente es un "Lugar Histórico Nacional (ID. 714)".

## Ubicación
A 21 km de la localidad de Uspallata (Departamento Las Heras), a pocos metros del trazado de la Ruta Nacional N° 7, zona donde también se encuentra en las cercanías las ruinas de piedra de un tambo incaico.